# Luciana Santos
Luciana Barbosa de Oliveira Santos GCRB • GCMD (Recife, 29 de dezembro de 1965) é uma engenheira e política brasileira, atual ministra da Ciência, Tecnologia e Inovação do Brasil. Anteriormente, foi vice-governadora do estado de Pernambuco, sendo a primeira mulher a ocupar o cargo. É filiada desde 1987 ao Partido Comunista do Brasil (PCdoB), partido do qual é a presidente nacional.

## Biografia
Formada em engenharia elétrica pela Universidade Federal de Pernambuco, foi vice-presidente da União Nacional dos Estudantes (UNE). Assumiu o mandato de deputada estadual em 1996 e elegeu-se em 1998 para um mandato completo.
Em 2000, foi eleita, em segundo turno, a primeira prefeita comunista do Brasil, em Olinda, Pernambuco. Em 2004, Luciana foi reeleita para o cargo em primeiro turno, onde exerceu o mandato até 2008.
Compôs o governo de Pernambuco, na gestão de Eduardo Campos (PSB), como secretária de Ciência e Tecnologia em 2009, deixando o cargo no início de 2010 para candidatar-se a deputada federal. No pleito, conseguiu se eleger com 105.253 votos.
Em 2015, foi eleita presidente do diretório nacional do PCdoB, sucedendo Renato Rabelo. Foi reconduzida à presidência do partido durante o 14º Congresso do PCdoB, realizado em novembro de 2017.
Luciana Santos foi candidata à prefeitura de Olinda em 2016 e ficou em quarto lugar no primeiro turno, com 32.929 votos.
Nas eleições de 2018, foi eleita vice-governadora do estado de Pernambuco na chapa de Paulo Câmara (PSB), tornando-se a primeira mulher a ocupar o cargo em Pernambuco.
Em 2019, Luciana Santos foi condenada pelo Tribunal de Justiça de Pernambuco por improbidade administrativa, tornando-se inelegível por seis anos e condenada a pagar uma multa de cinco vezes o valor da remuneração recebida pela chefe do Executivo na data do ajuizamento da ação. Segundo a decisão, um contrato fraudulento foi firmado com uma empresa para a iluminação de Olinda durante o seu governo. Em resposta, Luciana afirmou que não recebeu ou desviou qualquer dinheiro público, que o TCE não encontrou nada de ilícito e que recorreria da decisão.
Em 2020, assim como o governador de Pernambuco, Paulo Câmara, testou positivo para a COVID-19.
Em 2021, foi reconduzida a presidência nacional do PCdoB pelos próximos quatro anos. Liderou o partido nas comemorações do centenário de sua fundação.

### Ministra da Ciência, Tecnologia e Inovação
Em dezembro de 2022, foi anunciada como ministra da Ciência, Tecnologia e Inovação para o terceiro governo Lula, sendo a primeira mulher a comandar a pasta.
Em junho e novembro de 2023, foi admitida pelo presidente Lula ao último grau das ordens do Mérito da Defesa e de Rio Branco, respectivamente.

## Desempenho eleitoral
| Ano  | Eleição                 | Cargo             | Partido | Coligação | Chapa                 | Votos     | %      | Resultado           | Ref.   |
| ---- | ----------------------- | ----------------- | ------- | --- | --------------------- | --------- | ------ | ------------------- | ------ |
| 1994 | Estaduais em Pernambuco | Deputada estadual | PCdoB   | Frente Popular de Pernambuco                                                                                                  | —                     | 14.126    | ?      | Não eleita          | [ 18 ] |
| 1998 | Estaduais em Pernambuco | Deputada estadual | PCdoB   | Avanço Popular | —                     | 26.594    | 0,89%  | Eleita              | [ 19 ] |
| 2000 | Municipal de Olinda     | Prefeita          | PCdoB   | Olinda Oposição Popular PCdoB, PT, PSB, PGT, PHS, PCB                                                                         |                       | 107.739   | 52,34% | Eleita 2º turno     | [ 20 ] |
| 2004 | Municipal de Olinda     | Prefeita          | PCdoB   | Olinda Frente Poupar PP, PDT, PT, PTN, PCB, PL, PCdoB                                                                         | Paulo Valenca (PCdoB) | 121.483   | 55,78% | Eleita 1º turno     | [ 21 ] |
| 2010 | Estaduais em Pernambuco | Deputada Federal  | PCdoB   | Frente Popular de Pernambuco Para Deputado Federal PRB, PP, PDT, PT, PTB, PSC, PR, PSB, PCdoB                                 | —                     | 105.253   | 2,60%  | Eleita 1º turno     | [ 22 ] |
| 2014 | Estaduais em Pernambuco | Deputada Federal  | PCdoB   | Frente Popular de Pernambuco Para Deputado Federal PSB, PR, PMDB, PCdoB, PV, PSD, PPS, SD, PSDB, PPL, DEM, PROS, PP, PEN, PTC | —                     | 85.053    | 1,90%  | Eleita              | [ 23 ] |
| 2016 | Municipal de Olinda     | Prefeita          | PCdoB   | Olinda Frente Popular PSD, PCdoB, PP, PRTB, PDT                                                                               | Álvaro Ribeiro (PSD)  | 32.929    | 16,57% | Não eleita 4º lugar | [ 24 ] |
| 2018 | Estaduais em Pernambuco | Vice-governadora  | PCdoB   | Frente Popular de Pernambuco PSB, PCdoB, PT, MDB, PP, PV, PMN, PTC, PRP, PATRI, PRTB, PPL, SD                                 | Paulo Câmara (PSB)    | 1.918.219 | 50,70% | Eleita 1º turno     | [ 25 ] |
| 2022 | Estaduais em Pernambuco | Vice-governadora  | PCdoB   | Frente Popular de Pernambuco PSB, FE Brasil (PT, PCdoB, PV), MDB, Republicanos, PDT, PP                                       | Danilo Cabral (PSB)   | 885.994   | 18,06% | Não eleita 4º lugar | [ 26 ] |

## Condecorações
| Insígnia | País   | Honra                           | Data                   |
| -------- | ------ | ------------------------------- | ---------------------- |
|          | Brasil | Grã-Cruz da Ordem de Rio Branco | 21 de novembro de 2023 |